# Sylvestr Gogotskyj
Sylvestr Sylvestrovytj Gogotskyj (ukrainska: Сильвестр Сильвестрович Гогоцький), född 17 januari (gamla stilen: 5 januari) 1813 i Kamjanets-Podilskyj, död 11 juli (gamla stilen: 29 juni) 1889 i Kiev, var en ukrainsk filosof.
Gogotskyj, som var prästson, var 1851–81 professor i filosofi vid Kievs universitet. Han fick vetenskaplig betydelse främst därigenom, att han i Ryssland utvecklade hegelianismen genom en mängd skrifter om Friedrich Hegel och den tyska filosofin: Krititjeskij vzgljad na filosofiju Kanta (Kritisk blick på Kants filosofi, 1847), Obozrjenije sistemy filosofii Gegelja (översikt av Hegels filosofiska system, 1860), Vvedenie v' istoriju filosofii (Inledning till filosofins historia, 1871) samt ett större arbete om 1600- och 1700-talets filosofi i jämförelse med 1800-talets samt deras förhållande till bildningen (1878–84). 
Dessutom utgav Gogotskyj ett filosofiskt lexikon (Filosofskij slovar', fyra delar 1857–76) och några pedagogiska skrifter, Om den historiska utvecklingen av uppfostran hos den gamla tidens märkligaste folk (1853), Om skillnaden mellan uppfostran och bildning i äldre och nyare tider (1874) och Kort översikt av pedagogiken (1879).